# Datum del Nord America

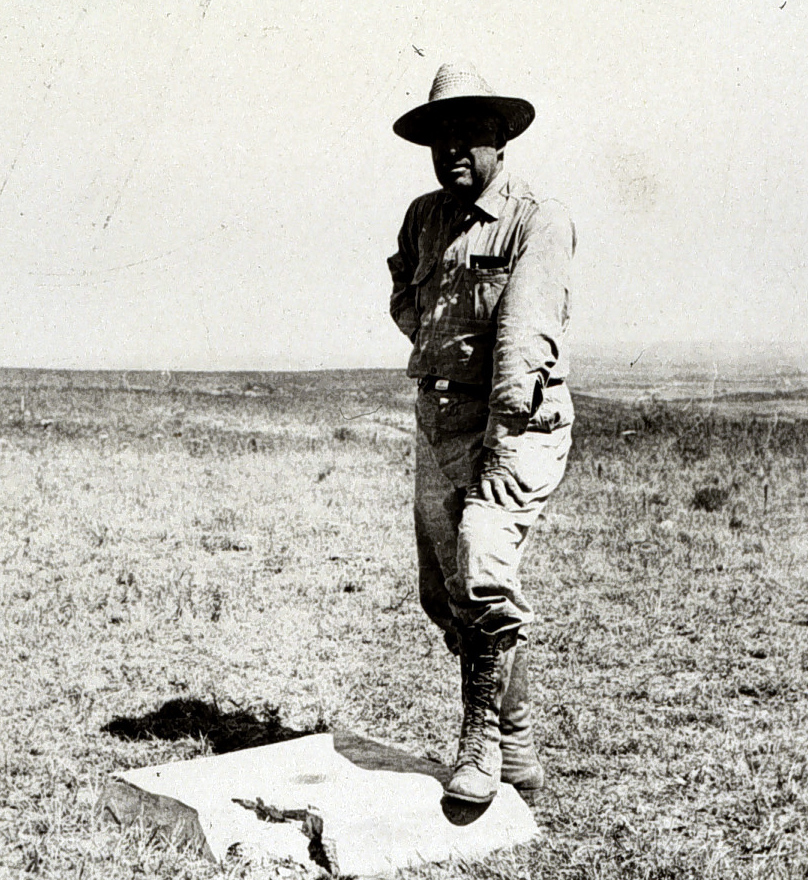
Stazione di triangolazione di Meades Ranch, fondamentale per il Datum nordamericano del 1927

Il Datum del Nord America (NAD) è un datum planimetrico attualmente utilizzato per definire la rete geodetica del Nord America. Un datum è una descrizione formale della forma della Terra, insieme a un punto di "ancoraggio" per il sistema di coordinate. In topografia, cartografia e pianificazione territoriale, due Datum Nordamericani sono utilizzati per effettuare misurazioni planimetriche: il Datum del 1927 (NAD27) e il Datum del 1983 (NAD83). Entrambi sono sistemi di riferimento geodetici basati su ipotesi e misurazioni leggermente differenti.
Le misurazioni altimetriche rispetto al livello medio dei mari, vengono calcolate utilizzando lo specifico Datum del 1988 (NAVD88).
Il NAD83 assieme al NAVD88, pur essendo ancora i datum ufficiali del NSRS (National Spatial Reference System), sono stati in parte sostituiti dal nuovo datum NAPGD2022.

## Storia

### Primo Datum nordamericano del 1901
Nel 1901, la United States Coast and Geodetic Survey adottò un datum planimetrico nazionale chiamato United States Standard Datum, basato sull'ellissoide di Clarke del 1866. Fu adattato ai dati raccolti precedentemente per i datum regionali, che a quel tempo avevano iniziato a sovrapporsi. Nel 1913, anche Canada e Messico adottarono questo datum, che fu rinominato North American Datum.

### Datum nordamericano del 1927
Man mano che venivano raccolti più dati, emersero delle incongruenze, che resero necessario ricalcolare il datum nel 1927, utilizzando lo stesso ellissoide e la stessa origine del suo predecessore.
Il Datum nordamericano del 1927 (NAD27) si basava su rilevamenti dell'intero continente da un punto di riferimento comune scelto nel 1901, perché era il più vicino possibile al centro degli Stati Uniti contigui: si basava su un vertice geodetico all'incrocio dell'arco di triangolazione transcontinentale del 1899 sul 39° parallelo nord e l'arco di triangolazione lungo il 98° meridiano ovest che era vicino al centro geografico degli Stati Uniti contigui.
Il datum dichiara che la stazione di triangolazione di Meades Ranch nella contea di Osborne, Kansas, si trova a 39°13′26.686″ di latitudine nord, 98°32′30.506″ di longitudine ovest.
NAD27 è orientato definendo l'azimut da Meades Ranch a Waldo Station (anche nella contea di Osborne, circa 4,5 mi (7,2 km) a nord-ovest di Waldo, Contea di Russell)  a 255°28′14.52″ da nord. La latitudine e la longitudine di ogni altro punto nel Nord America si basano quindi sulla sua distanza e direzione da Meades Ranch: se un punto era X metri in azimut Y gradi da Meades Ranch, misurato sull'ellissoide di Clarke del 1866, allora la sua latitudine e longitudine su quell'ellissoide erano definite e potevano essere calcolate.
| Ellissoide  | Semiasse maggiore (per definizione) | Semiasse minore (per definizione) | Schiacciamento inverso (calcolato) |
| ----------- | ----------------------------------- | --------------------------------- | ---------------------------------- |
| Clarke 1866 | 6 378 206,4 m                       | 6 356 583,8 m                     | 294,978698214                      |

Queste caratteristiche definiscono il NAD27, ma Clarke definì effettivamente il suo ellissoide del 1866 come a = 20 926 062 ft, b = 20 855 121 ft. La conversione in metri utilizza il rapporto pollici-metri di Clarke del 1865, pari a 39,370432. All'epoca, la lunghezza di un piede o di un metro non poteva essere praticamente misurata con un valore minore di circa 0,02 mm.
La maggior parte delle mappe topografiche USGS sono state pubblicate in NAD27 e anche molti progetti importanti del corpo degli ingegneri dell'esercito degli Stati Uniti e di altre agenzie. Perciò continua a rimanere un importante Datum, nonostante siano disponibili valori più precisi.

### Datum nordamericano del 1983
Poiché la Terra si discosta significativamente da un ellissoide perfetto, l'ellissoide che meglio ne approssima la forma varia da regione a regione in tutto il mondo. L'ellissoide di Clarke del 1866 e, con esso, il Datum del 1927, furono rilevati per adattarsi al meglio all'intero Nord America. Allo stesso modo, storicamente, la maggior parte delle regioni del mondo utilizzava ellissoidi misurati localmente per adattarsi al meglio alle variabilità della forma della Terra nelle rispettive località. Pur garantendo la massima accuratezza a livello locale, questa pratica rende problematica l'integrazione e la diffusione delle informazioni tra le regioni.
Con il raggiungimento di un'elevata precisione da parte della geodesia satellitare e della tecnologia di telerilevamento, che divennero disponibili per applicazioni civili, divenne possibile acquisire informazioni riferite a un singolo ellissoide globale. Questo perché i satelliti trattano naturalmente la Terra come un corpo monolitico. Pertanto, fu sviluppato l'ellissoide GRS80 per approssimare al meglio la Terra nel suo complesso e divenne la base per il Datum Nordamericano del 1983. Sebbene il GRS80 e il suo parente stretto, WGS84, in genere non sono la soluzione più adatta per una determinata regione, la necessità di trovare la soluzione più adatta svanisce in gran parte quando un'indagine globale viene combinata con computer, database e software in grado di compensare le condizioni locali.
| Ellissoide | Semiasse maggiore (per definizione) | Semiasse minore (per definizione) | Schiacciamento inverso (calcolato) |
| ---------- | ----------------------------------- | --------------------------------- | ---------------------------------- |
| GRS80      | 6 378 137 m                         | 6 356 752,3141 m                  | 298,257222101                      |

### Implementazione attuale del NAD83
Il sistema di riferimento spaziale nazionale degli Stati Uniti NAD83 (2011/MA11/PA11) epoca 2010.00, è un perfezionamento del NAD83 utilizzando dati provenienti da una rete di ricevitori GPS ad alta precisione presso stazioni di riferimento a funzionamento continuo (CORS). Il NAD83 (2011) descrive la placca nordamericana principale, mentre le soluzioni MA11 e PA11 sono rispettivamente per la placca delle Marianne e la placca del Pacifico.

### Nuovo Datum del 2022
Per migliorare il Sistema di Riferimento Spaziale Nazionale, NAD83, insieme al Datum Altimetrico NAVD88, sono destinati a essere sostituiti con un nuovo sistema di riferimento geometrico e un datum geopotenziale basato sui sistemi satellitari di navigazione globali (GNSS), come il Global Positioning System (GPS), e un nuovo modello di geoide gravimetrico, potenzialmente nel 2025 o nel 2026. Il nuovo modello di geoide gravimetrico è il prodotto del progetto Gravity for the Redefinition of the American Vertical Datum (GRAV-D).
Questi nuovi sistemi di riferimento sono concepiti per essere più facili da accedere e da mantenere rispetto a NAD83 e NAVD88, che si basano su vertici geodetici statici che si deteriorano nel tempo.

## Differenze tra versioni

### NAD27 a NAD83

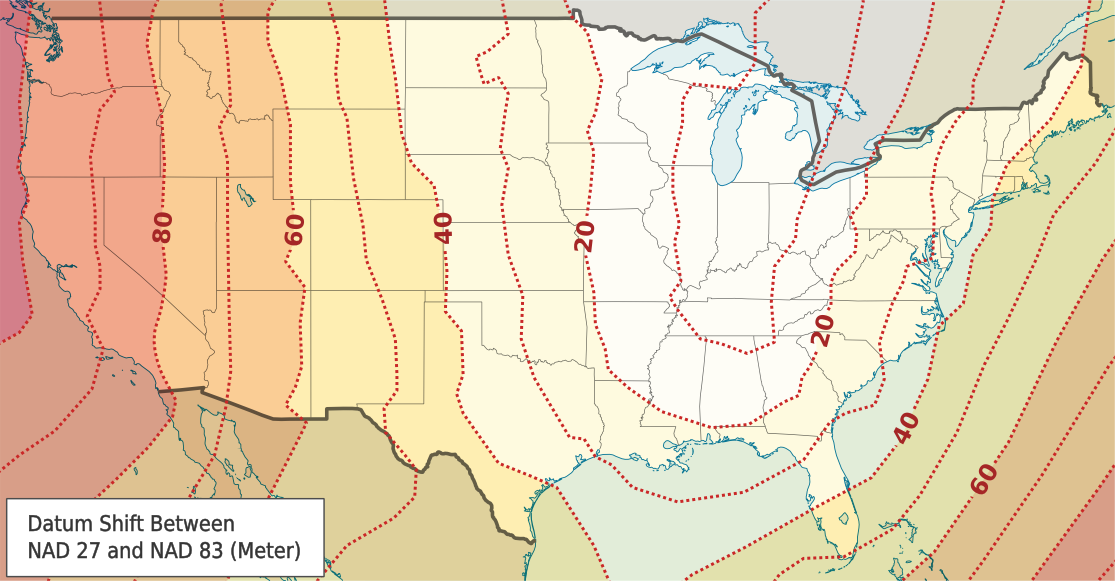
Variazione tra NAD27 e NAD83

Un punto avente una data latitudine e longitudine in NAD27 può essere spostato nell'ordine di molte decine di metri da un altro punto avente la stessa latitudine e longitudine in NAD83, quindi è importante specificare il datum insieme alle coordinate. Il Datum Nordamericano del 1927 è definito dalla latitudine e longitudine di un punto iniziale (Meades Ranch Triangulation Station in Kansas), dalla direzione di una linea tra questo punto e un secondo punto specificato e da due dimensioni che definiscono l'ellissoide. Il Datum Nordamericano del 1983 si basa su un ellissoide GRS80; è un datum geocentrico che non ha un punto iniziale o una direzione iniziale.
La NOAA fornisce un sistema per convertire le coordinate tra i due sistemi. Nella pratica, se si utilizza un moderno dispositivo GPS impostato per funzionare in NAD83 o WGS84 e si utilizzassero coordinate in NAD27: vicino a Seattle, si avrebbe un errore di circa 95 m (non abbastanza a ovest), mentre a Miami (non abbastanza a nord-nordest) di circa 47 m e invece a Chicago, i punti sarebbero molto più vicini rispetto a dove si trovano.

### NAD83 e WGS84
La definizione di NAD83 (1986) si basa sull'ellissoide GRS80, come lo era il WGS84, quindi molte pubblicazioni precedenti non indicano alcuna differenza. Il WGS84 è successivamente cambiato in un ellissoide leggermente meno schiacciato. Questa variazione nello schiacciamento è di circa 0,1 mm, così piccola che i programmi di calcolo spesso non distinguono tra i due ellissoidi. Tuttavia, a causa delle differenze nel modo in cui gli ellissoidi di riferimento sono centrati e orientati, le coordinate nei due datum differiscono tra loro di quantità nell'ordine di un metro su gran parte degli Stati Uniti. Ogni datum è stato sottoposto a perfezionamenti con misurazioni più accurate e frequenti. Una differenza ben nota è la posizione rispetto al centro della Terra, con i due sistemi che differiscono di circa 2,2 metri (7,2 ft) .
Inoltre, il NAD83 è definito come costante nel tempo per i punti della placca nordamericana, mentre il WGS84 è definito rispetto alla media delle stazioni in tutto il mondo. Pertanto, i due sistemi divergono naturalmente nel tempo. Per gran parte degli Stati Uniti, il tasso relativo è dell'ordine di 1–2 cm all'anno. Le Hawaii e le zone costiere della California centrale e meridionale a ovest della faglia di Sant'Andrea non si trovano sulla placca nordamericana, quindi il loro tasso di divergenza è diverso.